# Столипін Аркадій Петрович
Арка́дій Петро́вич Столи́пін (20 липня 1903, Ковенська губернія, Російська імперія − 11 грудня 1990, Париж) — французький письменник і публіцист російського походження. Займався російською і французькою журналістикою. Єдиний син прем'єр-міністра Російської імперії П. А. Столипіна.

## Біографія
Народився у маєтку Столипіних — Колноберже Ковенської губернії.
У 3 роки був важко поранений через терористичний акт, що стався на Аптекарському острові Санкт-Петербурга на тлі Російської революції. У 8 років втратив батька. Навчався в гімназії, яку не встиг закінчити через Лютневу та Жовтневу революції. Після останньої із сім'єю потрапив до садиби поблизу Вінниці. Там у січні 1920 року чекістський трибунал засудив усю сім'ю Столипіних до смерти. Проте Аркадієві з матір'ю вдалося втекти звідти.
З 1920 року жив у еміграції.
У 1924 році вступає у французьку військову школу в Сен-Сіре, але змушений перервати навчання за станом здоров'я.
З 1935 року — член Народно-трудового союзу російської еміграції.
Працював банківським службовцем до початку Другої світової війни. Потім, в умовах воєнного часу, зосередився на підпільній політичній діяльності НТС (Народно-Трудового Союзу російських солідаристів).
Був головою відділу НТС у Франції з 1942 по 1949 рік, редактором в інформаційному агентстві Франс-Прес. Довгі роки був головою Офіцерського суду совісті і честі НТС.
З 1969 року — член редакційної колегії емігрантського журналу «Посев», що випускається в Німеччині.
З 1984 року — член церковного Свято-Князь-Володимирського братства (Німеччина).

## Твори
- «Монголія між Москвою і Пекіном»
- «Постачальники ГУЛАГа»
- «П. А. Столипін. 1862—1911». — Париж: видавництво не вказано, 1927. — 102 с.
- «На службі Росії» — Франкфурт-на-Майні: Вид-во «Посев», 1986. — 308 с. ISBN 3-7912-2010-1

## Родина
У 1930 році одружився з Франсуазою Грацією, дочкою колишнього посла Франції Жоржа Луї. У шлюбі народилися :
- Петро (1931—1967) — не залишив спадкоємців;
- Дмитро (1934—2014), як і батько, працював у «Франс-Прес». Одружений з Анн. Діти:
  - Аркадій — займається бізнесом, має 3 дочок і сина Ніколя (нар. 1992);
  - Олександр — художник[6];
  - Софі
- Марія-Па (1947—1999) — не залишила спадкоємців.

## В Україні
На початку Першої світової війни Аркадій Столипін приїздив разом із матір'ю Ольгою Борисівною та його сестрами Оленою (1893—1985), Ольгою (1897—1920) і Олександрою (1898—1987) в Немирівський палац до княгині Марії Щербатової. В палаці розташовувався лазарет, де княгиня та Столипіни працювали сестрами милосердя. Син княгині Щербатової, Володимир Олексійович (16.02.1880 — 15.01.1920) був одружений з 29.04.1915 з Оленою Петрівною Столипіною, сестрою Аркадія Столипіна.